# 쓰루노 레이주
쓰루노 레이주(일본어: 鶴野 怜樹, 2001년 1월 26일~)는 일본의 축구 선수이다.

## 구단 경력
그는 2023년 J1리그의 아비스파 후쿠오카에 입단했다. 2023년에 J리그컵 우승을 차지했다. 2024년까지 29경기에 출전하여, 2득점을 넣었다. 2025년 J2리그의 에히메 FC로 이적했다.